# فريكة

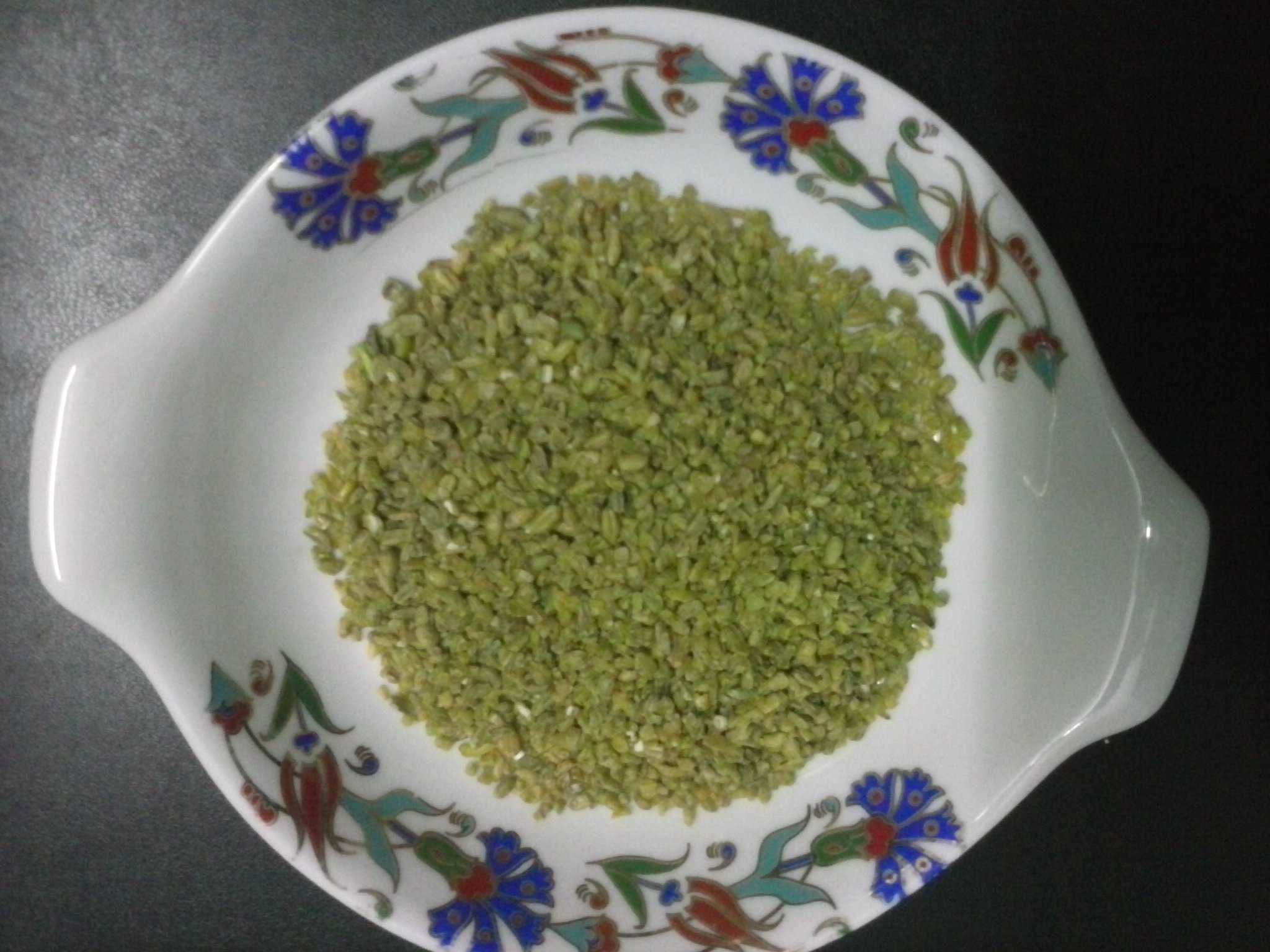
حبوب الفريك النيئة

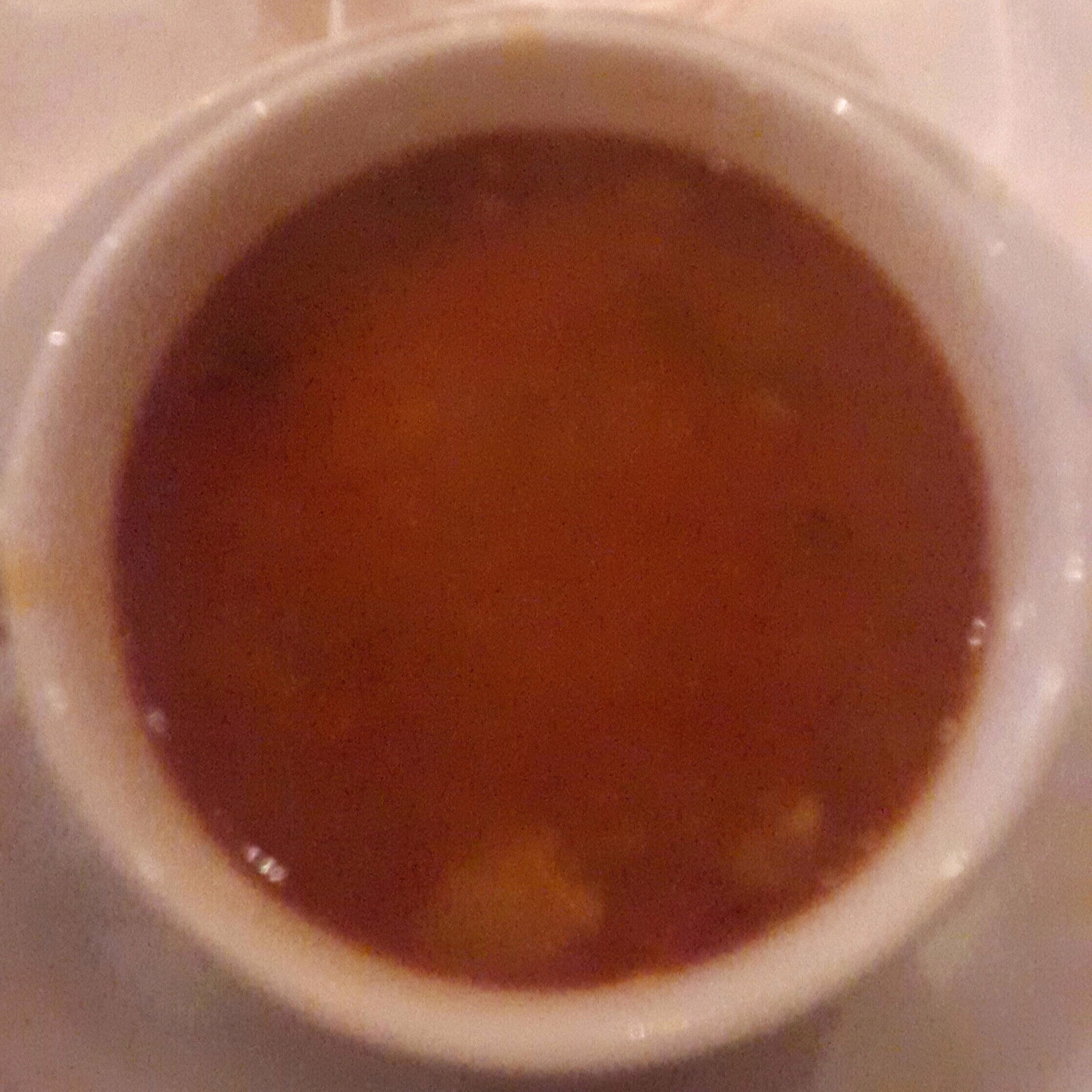
حساء من الفريك من تونس

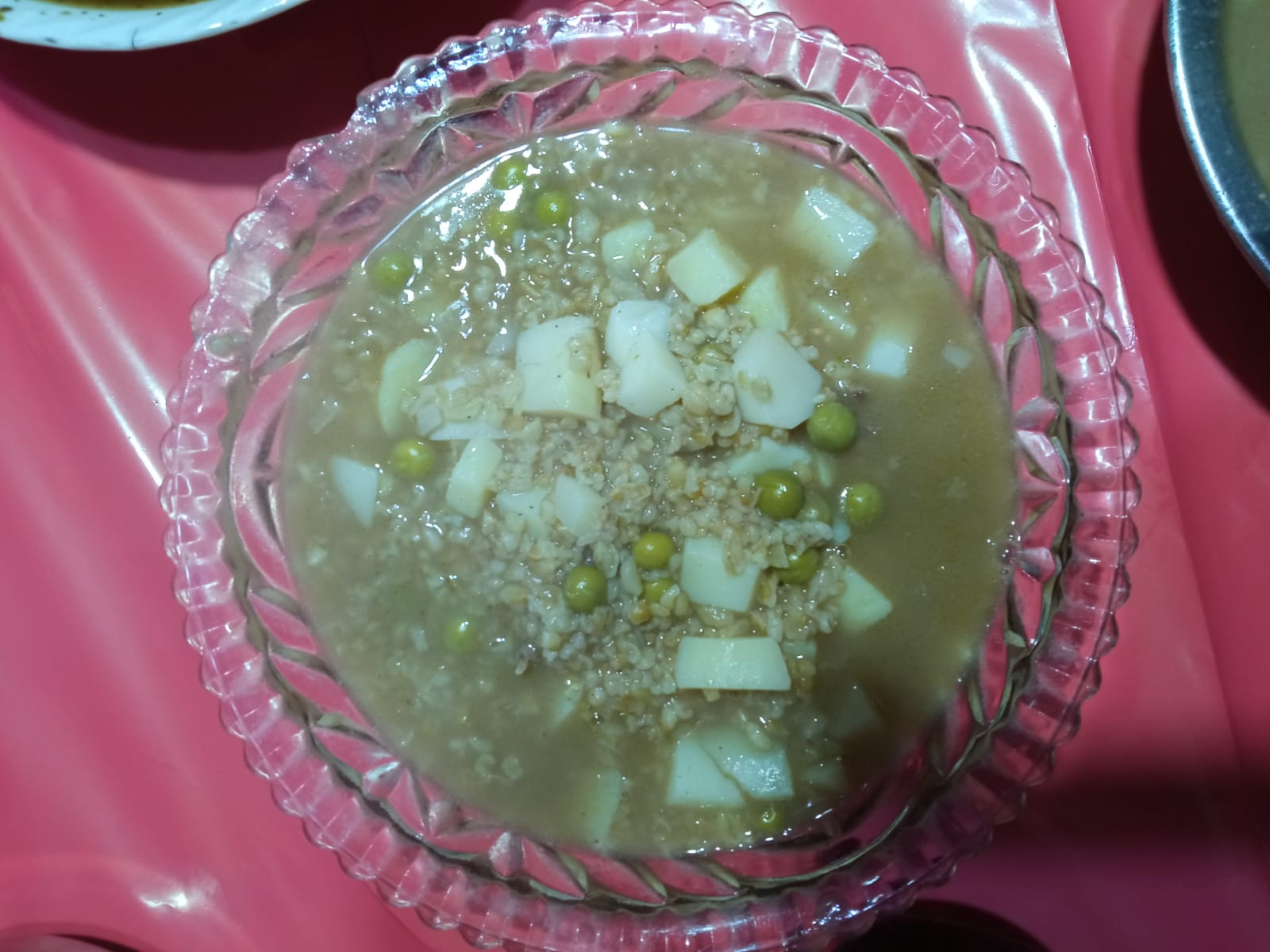
طبق الفريكة على الطريقة الفلسطينية

الفرِيكة (في الشام) أو الفريك (في مصر وشمالي أفريقيا) منتج غذائي من حبوب القمح أو الحنطة الخضراء (القمح الأخضر) تُحصد سنابلها وهي خضراء طرية قبل جفافها وتُعرّض للحرارة عن طريق حرقها، ثم تسحق لتصبح حبيبات صلبة ومطحونة مثل جريش القمح الجاف ويكون حجمها أكبر من حبات البرغل. تتعدد وصفات طبخ الفريكة بمختلف المناطق، فتُطبخ كالبرغل أو يصنع منها حساءً في بلاد الشام والعراق ومصر والجزائر وغيرها من البلدان.

## التأثيل

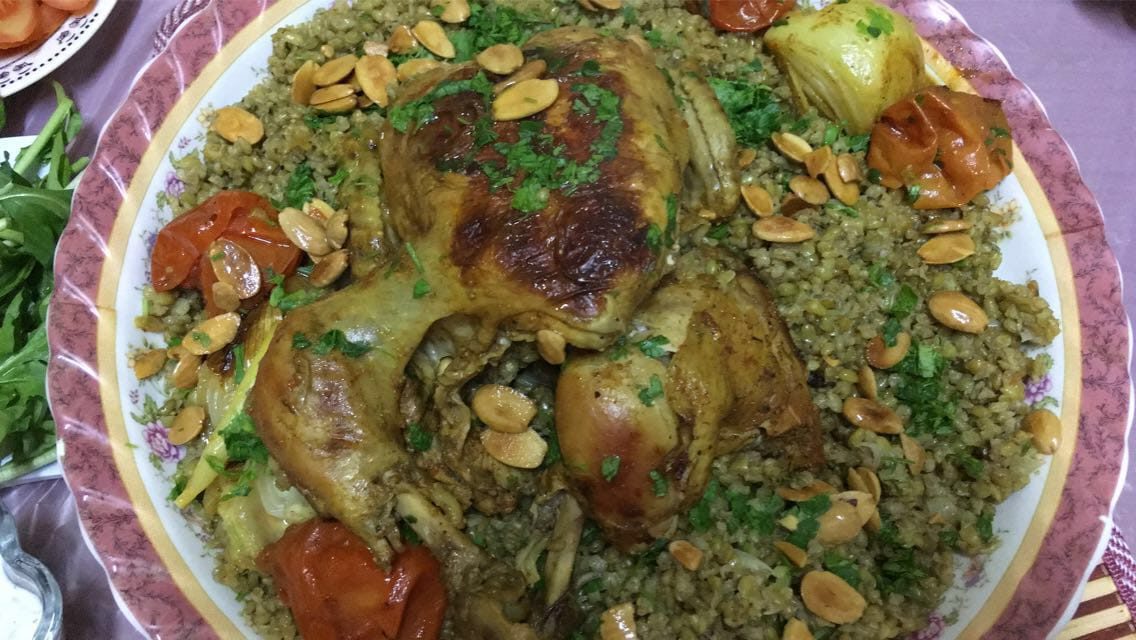
فريكة مطبوخة

في العربية، الفَرِيْكُ هُوَ مَا يُشْوَى أَوَّلَ نُضجِهِ من الحَب ثُمَّ يُدَبَّسُ وَيُجَشُّ وَيُطْبَخُ. ويسمى المنتج الغذائي في معظم بلاد الشام والعراق وشبه الجزيرة العربية بالفريكة، بينما يعرف في مصر وشمالي أفريقيا بالفريك.

## الإنتاج
تنتج الفريكة في العراق، بلاد الشام، مصر، الجزائر، و تركيا. ويتراوح إنتاجها في هذه البلدان بين 200-300 طن سنويا وتعتبر كالبرغل الأرز مادة غذائية أساسية إلا أنها لا تزال تنتج حتى الآن بطريقة تقليدية بالرغم من تميزها بطعمها المرغوب حيث تباع بسعر مرتفع إذا ما قورنت بسعر الأرز والبرغل.
تنتج الفريكة من القمح، المحصود في نهاية مرحلة النضوج الشمعي وهو ما يزال بلون أخضر حيث يتم تجفيفه، تحميصه، تجفيفه للمرة الثانية، فصله عن الشوائب ويتبعها عملية الدراس والنخل.
شكل وحجم ولون ودرجة تحميص حبة القمح تعتبر من العوامل المؤثرة على جودة الفريكة. فكلما كانت حبات الفريكة خضراء وكبيرة تعتبر 

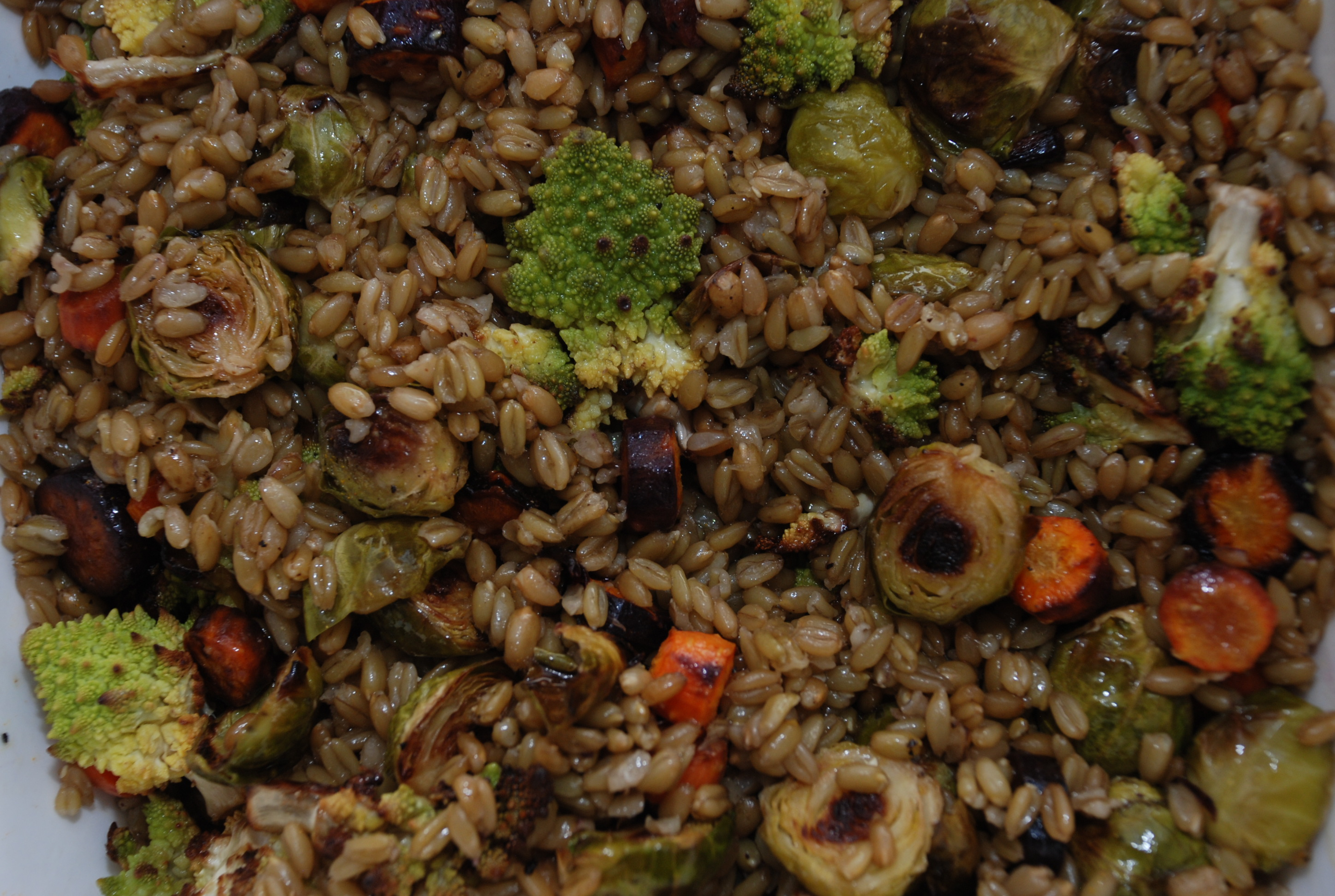
فريكة بالخضار

الفريكة ذات جودة عالية. لذلك يفضل إنتاج الفريكة من القمح القاسي.

### مراحل الإنتاج
يجب إنتاج الفريكة من القمح وهو ما يزال في مرحلة النضج الشمعي وذو لون أخضر حيث تستمر هذه المرحلة 1-2 أسبوع، بعدها يصفر القمح ولا يمكن إنتاج الفريكة منه. تنتج الفريكة وفق المراحل التالية:
يحصد القمح في الصباح الباكر ويفرد على شكل طبقة في العراء ليجف.
يجمع القمح على شكل كوم، وتحمص السنابل وتعرض أثناء ذلك لتيار هواء خفيف يؤمن تحميص السنابل دون حرقها، معطيا للفريكة لذتها الخاصة فزيادة درجة التحميص تسبب طعم مادة محروقة يخفض من جودتها. ويفضل تجميع السنابل باتجاه واحد وإسنادها على أنبوب معدني أو حجارة مصفوفة بشكل يفصل بين الساق والسنابل وبذلك يتيح وقوع السنابل في طرف والساق والأوراق في طرف آخر عند حرقها.
تفصل السنابل عن الرماد والأوراق المحروقة والقش وباقي الشوائب.
تجمع السنابل المحمصة على شكل كوم. ومن ثم تفرد على شكل طبقة رقيقة في العراء لتجف. فرد السنابل على شكل طبقة رقيقة يقلل من احتمال تخمرها وارتفاع درجة حرارة الطبقات السفلى دون جفافها. وفي حال عدم توفر المساحات لفردها على شكل طبقة رقيقة يمكن تجفيفها وهي بحالة كوم مع تحريكها من وقت لآخر. رطوبة القمح عند حصاده 35-50% وفي نهاية عملية التجفيف هذه تصل الرطوبة إلى 15% أو أقل من ذلك.
تفصل حبات الفريكة بدرس السنابل.
تجرش وينتج عن الجرش ثلاث منتجات:
فريكة خشنة (تستهلك كالبرغل والأرز)
فريكة ناعمة (تستخدم في مأكولات خاصة، كبة..)
طحين (يستخدم كعلف)
نخالة (تستخدم كعلف)
من أهم العوامل المؤثرة على التركيب الكيميائي للفريكة زمن حصاد القمح الأخضر. هناك دراسات أجريت لمعرفة تأثير زمن الحصاد فوجد انه كلما تأخر زمن الحصاد انخفضت نسبة البروتين والدسم والرماد على عكس نسبة النشا.

## المعلومات الغذائية:
تحضر الفريكة باللحم باستخدام اللحم، الفريكة، البصل، الزبدة، الملح، البهار واللوز. تحتوي وجبة الفريكة (280غ تقريباً) بحسب موقع شهية، على المعلومات الغذائية التالية:
السعرات الحرارية: 659
الدهون: 36
الدهون المشبعة: 16
الكوليسترول: 135
الكاربوهيدرات: 43
البروتينات: 41